# グラビア雑誌
グラビア雑誌（グラビアざっし）は、絵画や写真が印刷されたページを中心とする雑誌である。グラビア誌とも呼ばれる。
グラビアページとは、書籍・雑誌のうち絵画や写真が主体となっているページのことを指す。巻頭・巻末に付加されることが多い。単にグラビアとも呼ばれる。
いずれも、かつては雑誌の絵画・写真ページの印刷がグラビア印刷により行われていた時期があったため、これらの呼称が定着している。
「グラビア雑誌」の範疇には、グラビアアイドルの写真を中心とするアイドル雑誌、ヌードモデル（アダルトモデル）の写真を中心とするアダルト雑誌等も含まれるが、そもそもグラビア印刷は、芸術の範囲に属する絵画や写真の印刷技術であることから、必ずしもそう言った女性モデルの写真を中心とする雑誌のみを指すわけではない。「グラビアページ」「グラビア」と言う呼称についても同様である。
もともとグラビア（gravure: グラヴュア）とは 凹版印刷の一つで、写真の印刷に適した印刷法（グラビア印刷）の名前であり、書籍や雑誌では本文のモノクロ（単色刷り）ページを活版印刷、絵や写真ページをグラビア印刷で行っていたために、グラビアページ（あるいはグラビア）が写真ページと同じ意味を持つようになった。そのため今では、オフセット印刷などグラビア印刷以外で印刷されたものでも、写真ページを「巻頭グラビア」「見開きグラビア」「フォトグラビア」などと呼び、逆に、文章の多いページなどがグラビア印刷で刷られていても、一般にグラビアと呼ばれることは少ない。印刷方法とは無関係にグラビア雑誌という呼称が定着している。

## グラビア写真
グラビアページに掲載されている写真を指すが、こちらもグラビア（あるいはグラビアフォト）と呼ばれる。英語では、a rotogravure pictureまたは、a photogravure（フォトグラビア）で、フォトグラビアとはグラビア印刷という意味でもある。
「グラビア写真」については、すでに言葉としてグラビア印刷との直接の関係はなく、男性週刊誌などの雑誌の影響から、女性アイドルやタレントのピンナップなどの写真を指すことが多い。
写真評論家の山内宏泰によると、「すでに一大産業となっている『グラビア写真』というジャンルを生み出し広めたのは、篠山紀信というたったひとりの写真家である。」（山内宏泰・「写真のプロフェッショナル」（132ページ）・パイ インターナショナル・2011年）